# Agrellite
La agrellite è un minerale.